# Salix alba
El sauce blanco o salguero (Salix alba) es un árbol caducifolio de rápido crecimiento de la familia de las salicáceas.

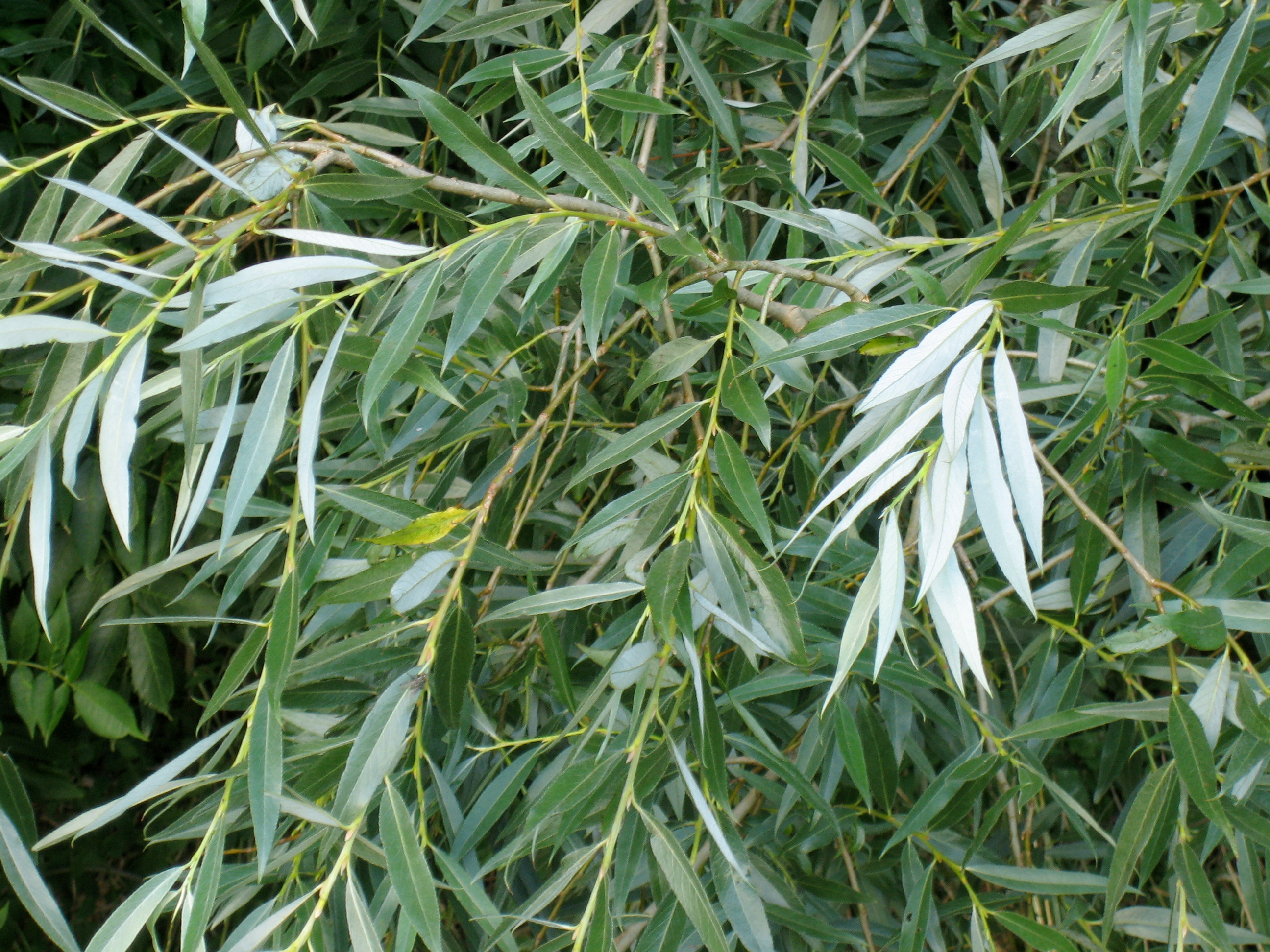
Follaje del sauce blanco..

## Distribución
Se halla en zonas templadas, como el centro y sur de Europa, el norte de África y el oeste asiático, aunque, en menor medida, también se puede ver en Norteamérica. Necesita estar en lugares húmedos y no soporta las temperaturas extremas, aunque hay casos en los que puede soportar heladas de hasta 15 bajo cero y temperaturas de 35 °C.

## Descripción
Alcanza hasta 25 metros de altura. Sus hojas son aserradas de color gris plateado, tienen el envés sedoso y miden de 5 a 12 cm. Sus flores tienen amentos en forma cilíndrica, que crecen en primavera. La corteza es de color grisáceo.

## Enfermedades
Debido a su rápido crecimiento está expuesto a enfermedades que acortan su vida, como la antracnosis, causada por el hongo Marssonina salicicola, y la marca de agua, causada por la bacteria Brenneria salicis. Estas enfermedades pueden ser un gran problema en campos de cultivo y en ejemplares utilizados como plantas ornamentales.
Forma híbridos naturales con Salix fragilis, dando como resultado Salix × rubens Schrank.

## Usos

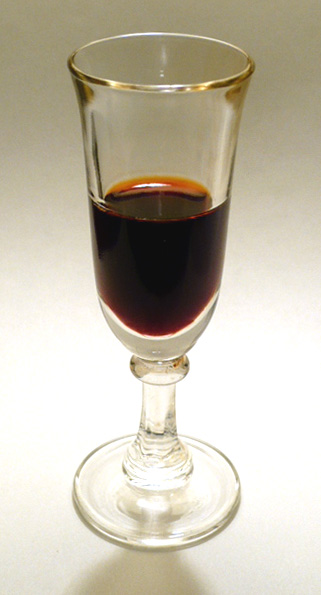
Extracto de Salix alba.

Su madera es flexible, pesa muy poco y se utiliza para hacer cerillas, entre otros utensilios.

### Usos medicinales
Hipócrates escribió en siglo V a. C. acerca de una sustancia amarga extraída del sauce blanco y que podía calmar los dolores y aliviar la fiebre. Los nativos indios americanos ya la usaban antiguamente para los dolores de cabeza, fiebres, dolores musculares y reumatismos. Más tarde, en el año 1763, el reverendo Edward Stone comprobó que, efectivamente, el sauce blanco disminuía la fiebre.
La corteza del sauce blanco contiene una sustancia llamada salicina, de la cual se obtiene el ácido salicílico, predecesor de la actual aspirina. La salicina reduce la sensación de dolor y, además de propiedades analgésicas, posee propiedades antiinflamatorias y antipiréticas.

## Taxonomía
Salix alba fue descrita por Carlos Linneo y publicado en Species Plantarum 2: 1021–1022, en el año 1753.
Etimología
Salix: nombre genérico latino para el sauce, sus ramas y madera.
alba: epíteto latino que significa "blanca".
Variedades
- Salix alba subsp. caerulea (Sm.) Rech.f.
- Salix alba var. caerulea (Sm.) Sm.
- Salix alba var. calva G.Mey.
- Salix alba subsp. vitellina (L.) Arcang.; una variedad ornamental es el sauce triste S. alba ssp. vitellina "Tristis"
- Salix alba var. vitellina (L.) Stokes[5][6]

Sinonimia
Salix sepicola Gand.

Salix leucophora Gand.

Salix fausta Gand.

Salix vitellina L.

## Nombre común
- Castellano: arcazón, azaoz, balaguera, balaquera, blina, mimbre, mimbrera, mimbrera blanca, mimbres, mocha, mocho, nidos de bruja, paleiro, palera, palero, sace, salce, salce blanco, salce mayor, salcer, salga, salgar, salgueiro blanco, salguera, salguera blanca, salguero, salguero blanco, salze, salzo, sandisa, sanz, sao, saoz, sarache, sarga, sargatera, sargatillo, sauce, sauce blanco, sauce blanco salado, sauce llorón, sauce real, sauce reluciente, sauz, saúz, saz, támara, taza, zalgatera, zaragato, zargatera, zargatillo, zargatillo timonero, zauce, zaz.[8]